# Niehorele (stacja kolejowa)
Niehorele (biał. Негарэлае, Nieharełaje; ros. Негорелое, Niegoriełoje) – stacja kolejowa w miejscowości Niehorele, w rejonie dzierżyńskim, w obwodzie mińskim, na Białorusi. Leży na linii Moskwa - Mińsk - Brześć.

## Historia
Stacja powstała w czasach carskich na linii Kolei Moskiewsko-Brzeskiej pomiędzy stacjami Kojdanów a Stołpce. W tym okresie ze stacji wysyłano dużo zboża. Przejściowo po I wojnie światowej pod zarządem polskim. W wyniku postanowień traktatu ryskiego znalazła się w Związku Sowieckim.
W okresie międzywojennym była to stacja graniczna na granicy z Polską. Po stronie polskiej stacją graniczną były Stołpce. Przed granicą istniał jeszcze jeden sowiecki przystanek kolejowy Mezinówka, znajdujący się przy strażnicy Wojsk Pogranicznych NKWD.
Do stacji dochodziła linia normalnotorowa z Polski, którą docierały pociągi międzynarodowe z Zachodu (do Stołpców również docierała linia szerokotorowa z ZSRR). Tu przekraczały granicę pociągi z Warszawy, Berlina czy z Paryża do Moskwy.
Po ataku ZSRS na Polskę stacja straciła swój nadgraniczny charakter.